# Poecilojoppa histrio
Poecilojoppa histrio là một loài tò vò trong họ Ichneumonidae.